# Östersjöstaternas råd
Östersjöstaternas råd eller Östersjörådet (engelska: Council of the Baltic Sea States, förkortat CBSS), är ett mellanstatligt samarbetsråd för länderna runt Östersjön samt Island och Norge.
Östersjöstaternas råd bildades i mars 1992, för att organisera samarbete mellan staterna runt Östersjön och att främja demokratisk och ekonomisk utveckling i denna makro-region.
Det ursprungliga uppdraget har förändrats under årens lopp i takt med att den politiska situationen förändrats, också på grund av att nästan alla medlemsländer i Östersjöstaternas råd också är medlemmar i Europeiska unionen idag. 
Rådet har en viktig roll som politiskt diskussionsforum för länderna kring Östersjön och dess betydelse som regional projektorganisation håller på att öka; till exempel deltar rådet i att genomföra EU:s Östersjöstrategi och jobbar för att uppnå de Globala målen (UN Sustainable Development Goals). 
Rådets uttalade syfte är att fungera som ett regionalt forum där Östersjöstaterna fokuserar på deras behov av intensifierat samarbete och koordination, med målsättningen att verka för en demokratisk utveckling i regionen, stärka banden mellan länderna och att säkra ländernas ekonomiska utveckling. Till rådets frågor hör bland annat säkerhetspolitik, energifrågor, forskning, miljösamarbete (Expertgruppen för hållbar utveckling - Baltic 2030), barnens rättigheter (Expertgruppen för barnens rättigheter - Children at Risk), organiserad brottslighet och människohandel (Task Force against Trafficking in Human Beings - TF-THB), kultursamarbete och utbildningsfrågor.
Rådets arbete sker genom att samarbeta med myndigheter från lokal till överstatlig nivå, med konferenser, workshops och seminarier.

## Medlemmar
Följande länder är medlemsstater i Östersjöstaternas råd: 
| - Danmark - Estland - Finland - Island - Lettland - Litauen | - Norge - Polen - Ryssland (stängdes av i mars 2022 och drog sig ur i maj samma år) - Sverige - Tyskland - EU |

## Observatörsländer
| - Frankrike - Italien - Nederländerna - Rumänien - Slovakien - Spanien | - Storbritannien - Ungern - Ukraina - USA - Vitryssland (suspenderad 2022) |

### Förteckning över generalsekreterare i Östersjöstaternas råd
| Jacek Starosciak         | 1998 - 2002 |
| Hannu Halinen            | 2002 - 2005 |
| Gabriele Kötschau        | 2005 - 2010 |
| Jan Lundin               | 2010 - 2016 |
| Maira Mora               | 2016 - 2020 |
| Grzegorz Marek Poznański | 2020 - 2024 |
| Gustav Lindström         | 2024 - idag |

## Struktur
I rådet deltar de respektive staternas utrikesministrar och en representant från Europeiska unionen, vilka ska träffas vart annat år; vart annat år ska också hållas ett toppmöte för regeringscheferna kring Östersjön.
Med anledningen av CBSS 25:e årsdag sammanträddes utrikesministrarna och en representant från Europeiska unionen på 20 juni 2017 i Reykjavik, Island på Harpa konserthuset. I samband med detta antogs Reykjavik Deklarationen samt handlingsplanen för Baltic 2030 "Realizing the Vision" som utvecklade en gemensam syn på en hållbar Östersjöregion och kartlägger en genomförandestrategi till år 2030 för att uppnå en socialt, miljömässigt och ekonomiskt hållbar utveckling i Östersjöregionen.  
Rådets löpande arbete bedrivs av en kommitté av ämbetsmän från medlemsländerna, Committee of Senior Officials (CSO), som bevakar arbetet av de olika avdelningarna, expertgrupperna och utskotten. Kommittén möts under ledning av det sittande ordförandeskapet cirka en gång i månaden.
Rådet har ett stadigvarande internationell sekretariat i Stockholm.

### Ordförandeskap
Ordförandeskapet i Östersjöstaternas råd cirkulerar årligen mellan medlemsländerna. Landet som innehar ordförandeskapet bestämmer att satsa på tre särskilda arbetsområden under loppet av året. 
| År        | Land     | Prioriterat område |
| --------- | -------- | --- |
| 2023-2024 | Finland  | |
| 2022-2023 | Tyskland | Offshore wind energy, Dumped munitions, Youth |
| 2021-2022 | Norge    | Accelerating cooperation on the green transition, fostering regional identity and cooperation, supporting the current mandates on civil protection         |
| 2020-2021 | Litauen  | Sustainable Development, green and maritime tourism, civil protection in the Region, fight against human trafficking for labour exploitation in the Region |
| 2019-2020 | Danmark  | Making the CBSS a More Flexible Organization |
| 2018-2019 | Lettland | Integrity & Social Security, Dialogue and Responsibility                                                                                                   |
| 2017-2018 | Sverige  | Sustainability, Continuity and Adaptability |
| 2016-2017 | Island   | Children, Equality and Democracy |
| 2015-2016 | Polen    | Sustainability, Creativity and Safety |
| 2014-2015 | Estland  | Practicality, Efficiency and Cooperation |
| 2013-2014 | Finland  | Maritime Policy, Civil Protection and People-to-people Contacts                                                                                            |
| 2012-2013 | Ryssland | |
| 2011-2012 | Tyskland | |
| 2010-2011 | Norge    | Fight against trafficking in human beings, Maritime policy                                                                                                 |
| 2009-2010 | Litauen  | |
| 2008-2009 | Danmark  | |
| 2007-2008 | Lettland | |
| 2006-2007 | Sverige  | |
| 2005-2006 | Island   | |
| 2004-2005 | Polen    | |
| 2003-2004 | Estland  | |
| 2002-2003 | Finland  | |
| 2001-2002 | Ryssland | |
| 2000-2001 | Tyskland | |
| 1999-2000 | Norge    | |
| 1998-1999 | Litauen  | |
| 1997-1998 | Danmark  | |
| 1996-1997 | Lettland | |
| 1995-1996 | Sverige  | |
| 1994-1995 | Polen    | |
| 1993-1994 | Estland  | |
| 1992-1993 | Finland  | |

## Östersjöstaternas rådets prioriteringar
Östersjöstaternas råd samarbetar enligt tre följande prioriteringar 
- regional identitet
- en hållbar och välmående region
- en säker och trygg region